# TRAPPC3
TRAPPC3‏ (Trafficking protein particle complex 3) هوَ بروتين يُشَفر بواسطة جين TRAPPC3 في الإنسان.